# Recyclist EFZ

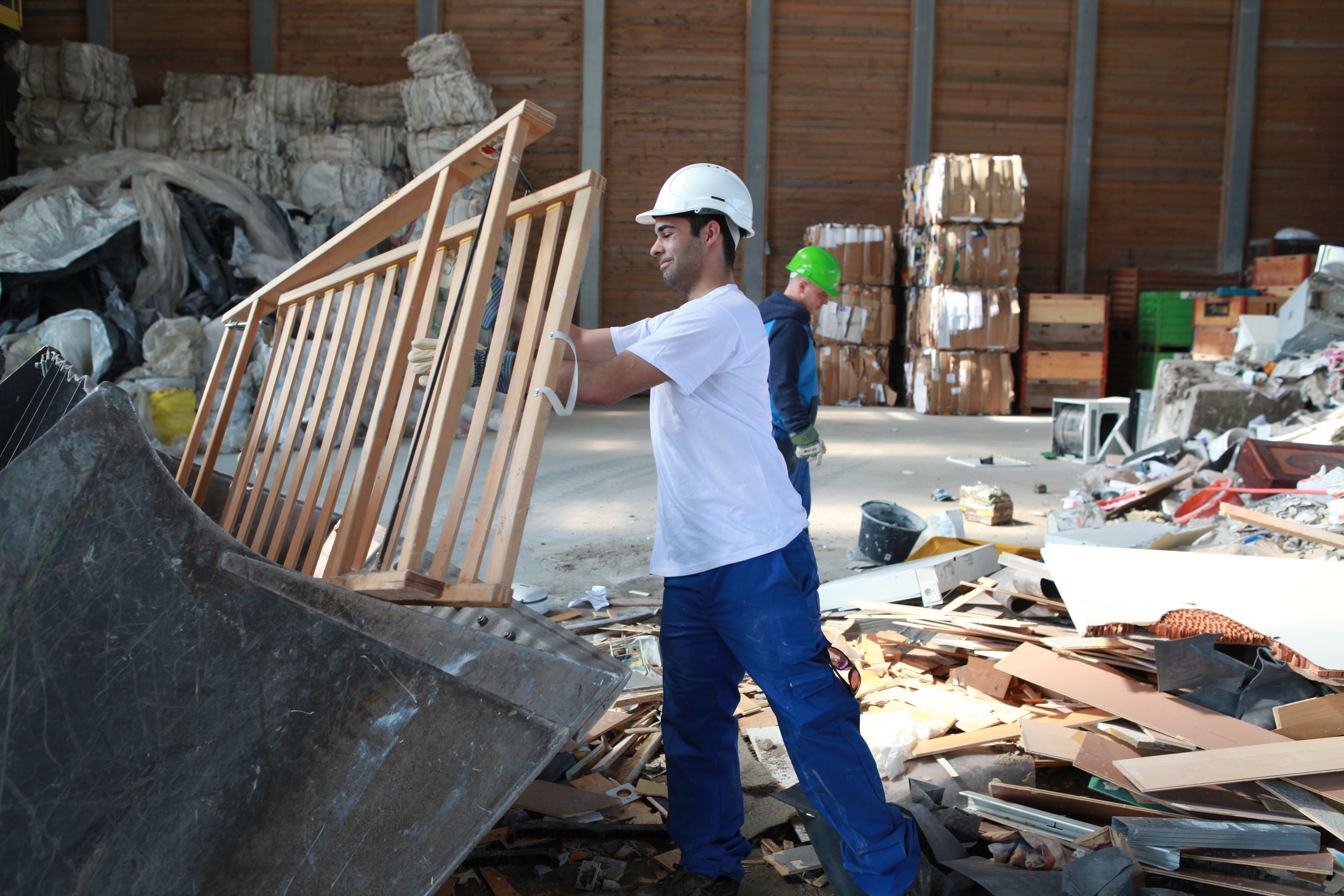
Auszubildender Recyclist EFZ beim Sortieren von Wertstoffen

Recyclist EFZ ist ein schweizerischer Lehrberuf mit eidgenössischem Fähigkeitszeugnis (EFZ) im Recyclingwesen. Recyclisten verarbeiten Altstoffe zu Wertstoffen und sortieren und lagern diese fachgerecht. Nach der Aufbereitung mit Maschinen und Werkzeugen verladen sie die Wertstoffe sicher und stellen sie für die Wiederverwertung bereit. Nebenprodukte entsorgen sie umweltgerecht. Damit leisten sie einen wichtigen Beitrag zur Schonung der natürlichen Ressourcen.
Die Verantwortung für die Ausbildung der Recyclisten trägt der Verein Recycling Ausbildung Schweiz (R-Suisse) mit Domizil in Winterthur. Getragen wird die Ausbildung von arv Baustoffrecycling Schweiz, dem Fachverband VREG-Entsorgung (FVG), Swiss Recycling, dem Verband Stahl-, Metall- und Papier-Recycling Schweiz (VSMR) und vom Verein Kunststoffrecycling Schweiz (VKRS), die sich innerhalb von R-Suisse für die Aus- und Weiterbildung in der Recycling-Branche engagieren.

## Geschichte
Im Jahr 2000 begann unter der Führung des Verbandes Stahl-, Metall- und Papierrecycling (VSMR) die erste Ausbildung von Recyclisten in der Schweiz. Im Jahr 2008 wurde der Verein Recycling Ausbildung Schweiz (R-Suisse) als neue und in der Recycling-Branche breit abgestützte Trägerorganisation für die Ausbildung gegründet. Im August 2011 wurden Bildungsverordnung und Bildungsplan zum ersten Mal revidiert, seit August 2019 wird nach der neuen Bildungsverordnung und dem neuen Bildungsplan Recyclistin EFZ/Recyclist EFZ ausgebildet.

## Anforderungen
Diese Berufslehre erfordert folgende persönliche Eigenschaften:
- Freude am Umgang mit Maschinen und Werkzeugen
- Dienstleistungsbewusstsein
- kundenorientiertes Denken
- Interesse für Umweltschutz
- Schwindelfreiheit
- robuste Gesundheit
- kräftige Konstitution
- zuverlässiges, präzises und selbständiges Arbeiten
- Team- und Kommunikationsfähigkeit

## Ausbildung
Die Ausbildung nach der eidgenössischen Bildungsverordnung und dem Bildungsplan der Recyclisten EFZ findet im Recycling-Betrieb, in der Schule und in den Überbetrieblichen Kursen statt. Die reguläre Ausbildungszeit beträgt drei Jahre. Die Probezeit dauert drei Monate. Bei sehr guten schulischen Leistungen kann während der Ausbildung zusätzlich die Berufsmaturitätsschule besucht werden. Der Berufsschulunterricht für die Lernenden in der Deutschschweiz findet am Berufsbildungszentrum Limmattal in Dietikon statt. Die Auszubildenden in der Westschweiz besuchen die Gewerbliche und industrielle Berufsfachschule in Fribourg. Die Überbetrieblichen Kurse finden im Strickhof in Lindau bzw. bei AM Suisse in Aarberg statt. Rund 80 Recycling-Betriebe in der ganzen Schweiz engagieren sich als Lehrbetriebe.

## Weiterbildung
Es bestehen folgende Weiterbildungsmöglichkeiten für ausgebildete Recyclisten EFZ mit Berufserfahrung:
- Ausbildner (verantwortlich für die Ausbildung von Lernenden)
- Prüfungsexperte (mitverantwortlich für das Qualifikationsverfahren der Lernenden)
- Rohstoffaufbereiter BP
- Fachperson Entsorgungsanlagen BP

Für Recyclisten EFZ mit Berufsmaturität bestehen folgende Weiterbildungsmöglichkeiten:
- Umweltingenieur FH